# 佐藤三郎 (海軍軍人)
佐藤 三郎（さとう さぶろう、1885年（明治18年）6月24日 - 1938年（昭和13年）8月19日）は、日本の海軍軍人。最終階級は海軍中将。

## 経歴
福島県出身。旧二本松藩士・佐藤健蔵の三男として生まれる。1906年11月、海軍兵学校（34期）を次席で卒業し、翌年12月に海軍少尉任官。海軍大学校で乙種学生、同専修学生（航海術優等）として学び、「隅田」乗組、「矢矧」分隊長、「秋津洲」航海長、第3艦隊参謀、練習艦隊参謀などを経て、1918年11月、海軍大学校（甲種16期）を首席で卒業した。
以後、アメリカ駐在、アメリカ大使館付武官補佐官、横須賀航空隊付、軍令部第1班第1課参謀、兼参謀本部員、米国出張、霞ヶ浦航空隊副長、海軍省軍務局第1課長、欧州出張（ロンドン海軍軍縮会議随員）、「八雲」艦長、横須賀鎮守府付などを歴任し、1931年12月、海軍少将に進級。
霞ヶ浦航空隊司令、海軍航空本部技術部長、兼同本部総務部長、第1航空戦隊司令官などを経て、1936年12月に海軍中将となる。その後、海軍大学校校長、海軍軍令部出仕を歴任するが、1938年8月に卒去。墓所は谷中霊園。

## 親族
妻は横山正恭（機関少将）の娘で、百武源吾は義兄となる。